# دي. جي. تايلور
دي. جي. تايلور (بالإنجليزية: D. J. Taylor)‏ (22 أغسطس 1960، نورتش في المملكة المتحدة)؛ مؤرخ، كاتب وروائي بريطاني.